# الفساد في إسبانيا

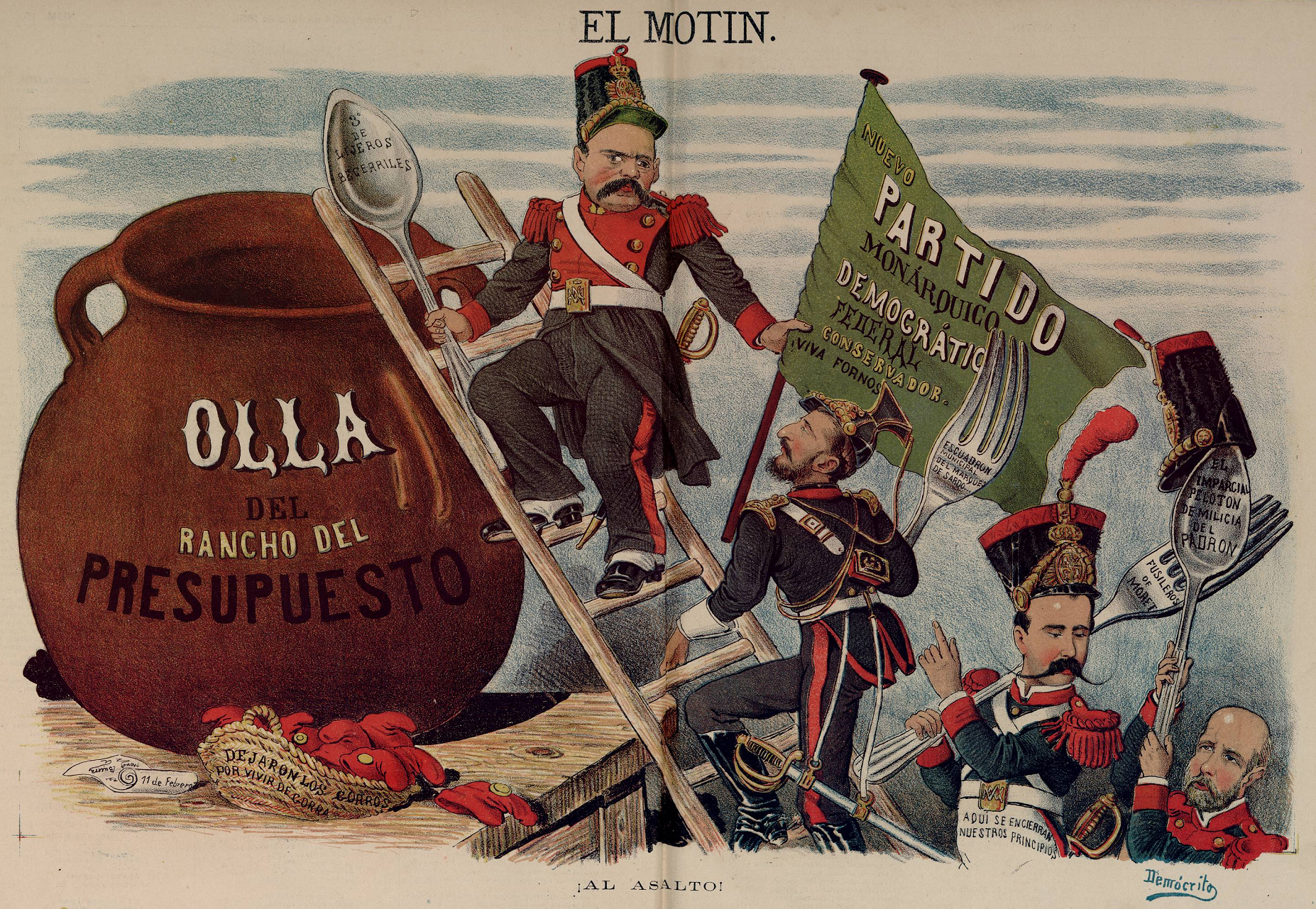

يصف مصطلح الفساد في إسبانيا الفساد ومكافحته في إسبانيا. في أوائل القرن الحادي والعشرين، كان هناك العديد من الدعاوى القانونية المتعلقة بالفساد السياسي في عهدة السلطة القضائية المشكّلة حديثًا في فترة ما بعد حكم فرانكو، على الرغم من تعيين كبار القضاة في اللجان البرلمانية.
قدمت منظمة الشفافية الدولية تصنيفًا لإسبانيا بين عامي 2001 و2012. وبلغ متوسط قيمة تصنيف إسبانيا خلال تلك الفترة 66.67 نقطة بحد أقصى، وبلغ 70 نقطة في عام 2001، وكان الحد الأدنى 61 نقطة في عام 2009 (100 نقطة تعني عدم وجود فساد). وفي عام 2011، صُنفت 30 دولة من ضمن أقل الدول فسادًا في العالم وتفاقم هذا التصور مؤخرًا، إذ أنه وفقًا لمؤشر تصور الفساد الصادر عن منظمة الشفافية الدولية لعام 2017، تحتل الدولة المرتبة الثانية والأربعين من بين 180 دولة. الأمر الذي يصنف إسبانيا بمؤشر فساد مماثل لقبرص أو الجمهورية التشيكية. وفقًا لصحيفة بوليتيكو، حوكم 1378 موظفًا بتهمة الفساد بين يوليو 2015 وسبتمبر 2016.
يشكل الفساد السياسي مصدر قلق شديد في إسبانيا. ويُعرف الفساد السياسي بأنه عمل أو تخاذل شخص أو أكثر ممن يديرون الموارد العامة لصالحهم أو لصالح طرف ثالث على حساب جميع المواطنين الذين ينبغي أن يقدموا لهم الخدمة والمنفعة. يُظهر مقياس الفساد العالمي في منظمة الشفافية الدولية لعام 2013 أن الأسر التي شملتها الدراسة الاستقصائية تعتبر الأحزاب السياسية والبرلمان والسلطة القضائية المؤسسات الأكثر فسادًا. وفي حقيقة الأمر، يعتبر الشعب الإسباني الفساد ثاني أكبر مشكلة لديهم، لا يتفوق عليها سوى البطالة.
ومع ذلك، ورد في تقرير القدرة التنافسية العالمية لعام 2015 أن حدوث الفساد الطفيف أمر نادر في إسبانيا. ولا تنتشر الرشوة على نطاق واسع في التعاملات التجارية في إسبانيا، إلا أن الشركات تستشهد بالفساد باعتباره عائقًا أمام التجارة. وكما هو مقترح في بوابة مكافحة الفساد في مجال الأعمال التجارية، ينبغي تعزيز استراتيجيات مكافحة الفساد بدرجة كبيرة على جميع مستويات الحكومة. ومن أمثلة ذلك تعزيز جهود التحقيق والمحاكمة وإنفاذ القوانين السارية. لا يشكل الفساد في إدارة الضرائب عائقًا أمام الأعمال (تقرير القدرة التنافسية العالمية  2015-2016). أصبح سداد الضرائب أقل تكلفة من خلال خفض معدلات دخل الشركات، والأرباح الرأسمالية، والضرائب البيئية، والوقت المطلوب لدفع الضرائب أقل من ذلك الذي تقتضيه دول منظمة التعاون الاقتصادي والتنمية. تمثل الأنظمة الضريبية الإسبانية تحديًا متواضعًا للشركات الأجنبية.
لا يُعد الفساد متفشيًا بين قوات الشرطة الإسبانية، ولا توجد سوى حالات منفصلة صغيرة تشتمل على فساد الشرطة.  تُعد خدمات الشرطة موثوقة في حماية الشركات من الجرائم (تقرير القدرة التنافسية العالمية  2015-2016)، وتتوفر الوسائل اللازمة للتحقيق في الإساءات والفساد في دوائر الشرطة والمعاقبة عليهما. وتوجد تقارير منفصلة تتعلق بفساد الشرطة، ولكن غالبًا ما تحل السلطات هذه الأمور بفعالية (تقرير حقوق الإنسان 2014).

## عهد فيليب الثالث ملك إسبانيا
كانت الفترة الممتدة من عام 1598 إلى 1617 التي تولى فيها فرانسيسكو غوميز دي ساندوفال، دوق ليرما الأول، الحكومة بالنيابة عن فيليب الثالث، أحد أكثر الأنظمة الإسبانية فسادًا على الإطلاق. ويُعزى ذلك إلى أنشطة الاغتناء التي قام بها كل من صديقه البيروقراطي، بيدرو فرانكويزا، وسكرتيره الخاص، رودريغو كالديرون، كونت أوليفا ودوق ليرما.

## القرن التاسع عشر
اشتهرت الملكة ماريا كريستينا من الصقليتين بتورطها في صفقات مشبوهة أدت إلى فصل الشعب عن علية القوم. وتورط رامون ماريا ناربايز، دوق فالنسيا الأول، في مضاربات إنتاج الملح، وبناء السكك الحديدية، بل وحتى تجارة العبيد غير المشروعة. وذُكر بأن جميع المشاريع الصناعية حظيت باهتمام الملكة الام. وقُدرت ثروتها بنحو 300 مليون ريال أسباني.

## إسبانيا الفرانكوية
انتصرت الجبهة القومية بالحرب الأهلية الإسبانية ضد الحكومة الجمهورية الدّيمقراطية. وساندت ألمانيا النازية وإيطاليا الفاشية وبريطانيا والولايات المتحدة جيش الثوار والحكومة الفرنسية بشتى الطرق ومختلف الأوقات، إلا أنها لم تساند الجمهورية الاسبانية الثانية. وخلال الحرب، انهار الإنتاج الزراعي والصناعي واكتسبت السوق السوداء –التي أُطلق عليها اسم سترابرلو في ذكرى فضيحة مشهورة- أهمية كبيرة. كان الفساد الاقتصادي والامتياز الطبقي والمحسوبية من السمات الاساسية لإسبانيا الفرانكوية وانتشرت على نطاق واسع. بلغت المشاركة السياسية فيها أقصى المستويات: كانت في بعض الحالات بسبب المشاركة المباشرة من جانب كبار المسؤولين، وفي حالات أخرى بسبب الحماية التي وفرتها السلطة للاستراتيجيين. حدث ذلك في إطار من الحصانة التامة.
كانت عواقب الفساد خطيرة من الناحية الاجتماعية: إذ كان الفساد بالنسبة إلى الفاسدين وعملائهم يعني اغتناءً سريعًا، بينما كان بالنسبة لمعظم السكان ينطوي على الحرمان من جميع أنواع الفساد: المجاعة، والجهل، والجوع، والخراب والبؤس. وفيما يلي بعض القضايا الرئيسية:
- أطفال الفرانكوية الضائعون
- قضية شركة برشلونة لمعدات الجر
- قضية ماتيسا
- قضية ريس
- فضيحة سوفيكو

شهد انضمام خوان كارلوس الأول (الذي تلقى توجيه فرانكو منذ طفولته لتخليد إرثه) إلى العرش الإسباني نشوء دولة ديمقراطية مرتكزة على أسس الدستور الإسباني في عام 1978، وكانت هذه الدولة تدار إلى حد كبير بواسطة نفس المؤسسات التي خدمت إسبانيا الفرانكوية سابقًا. بعد نحو ثلاثة عقود، بدأ أصغر رجال قانون عهد الديمقراطية التحقيق في القضايا (المتعلقة بانتهاك ميثاق النسيان) التي «أغفلها» المصلحون الأوائل في سعيهم إلى تأسيس دولة سلمية وباقية وتتبنى القيم الأوروبية بالكامل في وقت لاحق.

## قضايا الفساد في الحقبة ما بعد الفرانكوية

### خلية مكافحة الإرهاب
في عام 1987، أجرى قاض في أوائل الثلاثينات من عمره، وهو بالتاسار غارسون، تحقيقًا أسفر عنه إدانة وزير داخلية (اشتراكي) سابق، تبنى سياسة سرية في التعامل مع إرهاب الدولة عن طريق عمليات قامت بها خلية مكافحة الإرهاب، وهي عبارة عن مجموعة من العصابات الإجرامية التي كانت (تنوب بشكل مستتر عن الكتائب سابقًا) ما زالت تخوض الحرب الفرنسية القذرة ضد حركة إيتا الانفصالية في إقليم الباسك. دوفع عن القضية بقوة واستؤنفت في المحكمة الدستورية الإسبانية حيث تأكد الحكم بأربعة أصوات مقابل ثلاثة، وأيدته فيما بعد المحكمة الأوروبية لحقوق الإنسان.

### بانكيا
بانكيا هو بنك إسباني دمج بين العديد من المؤسسات المالية الفاشلة ذات التوجه السياسي المعتدل بقدر كبير. في 11 يونيو من عام 2012، رفع الحزب السياسي حديث النشأة، اتحاد التقدم والديمقراطية، دعوى قضائية ضد مديري البنك والفرع الرئيسي التابع له بتهمة الاحتيال والاستيلاء وتزوير الكشوفات المالية المتعلقة بجرائم الشركات وسوء الإدارة ومخطط تغيير أسعار الأصول. جمع المحتجون الساخطون (إم-15) 15,000 يورو من خلال التمويل الجماعي، ورفعوا دعوى قضائية أخرى بتهمة المحاسبة الزائفة والغش التجاري.
ووافق القاضي فرناندو أندريو على الاستماع إلى الشكاوي التي شملت 27 متهمًا ومنهم: رودريجو راتو (رئيس بانكيا ووزير الاقتصاد المحافظ السابق ورئيس صندوق النقد الدولي سابقًا)، وخوسيه لويس أوليفاس (نائب مدير بانكيا ورئيس محافظ منطقة بلنسية السابق)، وأنخيل أسيبيس (مدير بانكيا وسكرتير عام الحزب المحافظ السابق) وفرانسيسكو فيردو (مصرفي ذو خبرة ومستشار سابق في قطاع الانشاءات). واستُدعي ميغيل فرنانديز، وهو رئيس سابق لبنك إسبانيا، كشاهد، بالإضافة إلى رئيس سوق الأوراق المالية الوطني، خوليو سيغورا، والمحرر المسؤول عن تدقيق حسابات بانكيا الذي أجرته شركة ديلويت، فرانسيسكو سيلما. ورفضت المحكمة طلبًا بتمديد الشكوى لتشمل أربعة مديرين إضافيين من بانكيا ممن تولوا مناصبهم بعد إدراج الشركة في سوق الأوراق المالية.